# Niní Montiám
Niní Montián (nombre artístico de Elena Isabel de Ampudia) (Madrid, 1917-íb., 9 de marzo de 1986) fue una actriz y dama de sociedad española. 

## Biografía
Nació en Madrid en 1911, hija del matrimonio formado por Juan de Ampudia y López de Ayala (1852-1929) y su segunda esposa, Elena Montilla Casal, de origen filipino. Su padre fue un destacado militar que llegaría a ser capitán general de la V Región Militar.
Comenzó su carrera artística durante la Segunda República española. En 1935 intepretó Santa Isabel de España en el teatro Eslava de Madrid.
Se especializaría en el género conocido como comedias de salón. 
Tras la guerra civil española, formó una compañía de teatro que representaba principalmente en el Teatro Español. Carola Fernán Gómez y María Luisa Ponte formaron parte de esta compañía.
Desde la década de 1940 se convirtió en una importante dama de la sociedad madrileña. Destacó por su amistado con Evita Perón, y con Juan Domingo Perón durante el exilio de este último en España.
En 1963 sufrió un grave accidente durante una representación benéfica.
Murió en Madrid a causa de un cáncer de páncreas, detectado hacia 1984. Fue enterrada en el cementerio de la Almudena de esta ciudad.

## Filmografía
Participó, entre otras, en las siguientes películas:
- El Milagro del Cristo de la Vega (1941)
- La mariposa que voló sobre el mar (1948)
- Las cuatro noches de la luna llena (1963)